# Erythrococca hispida
Espèce
Synonymes
- Athroandra hispida (Pax) Pax & K.Hoffm.[1]
- Claoxylon hispidum Pax[1]

Erythrococca hispida  (Pax) Prain est une espèce de plantes à fleurs de la famille des Euphorbiacées et du genre Erythrococca. C'est un arbre endémique du Cameroun.

## Description
Arbuste de 6-8 pieds de haut; rameaux hispides avec des poils jaunes; écailles de bourgeons persistantes. Feuilles courtes, pétiolées, membraneuses, oblongues, très rarement ovales, acuminées, à base arrondie ou à large cunéiforme, à marge légèrement distanciée, habituellement de 5-8 po de long, ovée seulement de 2-3 po de long, 2 po de largeur, vert moyen à vert foncé, plus clairs sous ses pieds, hispide sur les nerfs, plus dense hispide sur les nerfs en dessous, finement verruqueux sur les deux faces; pétiole habituellement hispide, 1 / 4- 1/3 po de long; stipules non modifiées, hyaline-scarieuse. Fleurs petites, en grappes pédonculées; pédoncules minces, hispides, 3 / 4-1 po de long; pédicelles glabres, mâles 1/4 po de long, femelles 1/6 po de long. Calice mâle vert, glabre, globuleux en bouton; lobes 4, membraneux. Étamines 27; extérieur 10, le reste central; filaments beaucoup plus courts que les anthères; glandes minuscules, hirsutes, rhomboïdes, toutes inter-staminales. Calice femelle profondément 2-lobé. Ovaire glabre, 2-loculaire; stigmates linéaires-ovales, d'abord divaricés, à la longue recourbés, lisses, au sommet d'un style cylindrique distinct aussi long qu'eux-mêmes. Disque peu profond-urceolate, largement et également 2-lobé. Capsule 2-coccous, didymous; cocci 1/3 po de diamètre. Graines avec un arille rouge et un testa foveolate-réticulé.

## Répartition
Cette plante est endémique du Cameroun, dans la ville de Buéa.

## Utilisations
Les jeunes feuilles sont consommées avec du sel végétal et de la banane cuite pour traiter les problèmes gastro-intestinaux. 
Les feuilles sont broyées avec du sel et appliquées aux scarifications pour traiter les douleurs rénales.